# Philometra saltatrix
Philometra saltatrix è una specie di nematodi appartenente al genere Philometra, parassita del pesce serra.

## Distribuzione e habitat
P. saltatrix parassita le gonadi del pesce serra e probabilmente è presente in tutto il vastissimo areale della specie ospite. Segnalazioni certe provengono dall'oceano Atlantico occidentale e dall'intero mar Mediterraneo. 

## Descrizione
Il maschio è filiforme di color biancastro ed ha una lunghezza compresa fra 2,26 e 2,95 mm, la femmina ha colore brunastro e ha lunghezza compresa fra 36 e 75 mm.

## Biologia
Le popolazioni dell'Atlantico occidentale e del Mediterraneo mostrano delle differenze a livello genetico che probabilmente indicano un evento di speciazione incipiente.
Il tasso di infestazione di Pomatomus saltatrix nel mar Tirreno è di circa il 40% nelle femmine e del 5% nei maschi.